# ОШ „22. октобар” Сурчин
ОШ „22. октобар” једна је од основних школа у Београду. Налази се у улици Трг Зорана Ђинђића 8, у општини Сурчин.
Школа се налази у центру Сурчина, а носи име „22. октобар” по датуму када је 1945. године ослобођен Сурчин, а основана је 1967. године. Дана 22. октобра 2017. године свечано је обележено 50. година од оснивања школе. У школи постоји велики број секција, као и школски часопис, под називом „Школско звонце”.